# الرابطة البرلمانية 1998–99
الرابطة البرلمانية 1998–99 (بالإنجليزية: 1998–99 Isthmian League)‏ هو موسم من دوري إسثميان. فاز فيه ساتون يونايتد.